# Arta Toçi
Arta Toçi (mac. Арта Точи; ur. 7 sierpnia 1982 w Tetowie) – północnomacedońska polityczka pochodzenia albańskiego, w latach 2016–2020 deputowana do Zgromadzenia Republiki Macedonii Północnej z ramienia Sojuszu na rzecz Albańczyków, wiceminister spraw zagranicznych. W 2020 roku opuściła Sojusz na rzecz Albańczyków.
Ukończyła studia na Uniwersytecie w Prisztinie, następnie uzyskała magisterium na Indiana University oraz doktorat z zakresu psychologii na Uniwersytecie Europy Południowo-Wschodniej w Tetowie. Została wykładowczynią anglistyki na Uniwersytecie Europy Południowo-Wschodniej.